# Attosegon
Un attosegon és una unitat del Sistema Internacional d'Unitats de temps igual a 10−18 d'un segon (una trilionèssima d'un segon). Per context, 1 attosegons és a un segon el que un segon és a prop de 31,7 mil milions d'anys (més de dues vegades l'edat de l'Univers).
La paraula "attosegons" està format pel prefix atto i la unitat segon. Atto- es va fer de la paraula danesa de divuit anys (atten). El seu símbol és as.
Un attosegons és igual a 1,000 zeptosegon, o 1⁄1000 d'un femtosegon. A causa que el següent més alt del Sistema Internacional d'Unitats pel temps és el femtosegon (10−15 segons), durades de 10−17 s i 10−16 s típicament s'expressa com desenes o centenars d'attosegons:
- (Temps més curt: zeptosegon)

Fenòmens de durades característiques al voltant dels attosegons:
- 1 attosegon: el temps que triga la llum a recórrer la longitud de tres àtoms d'hidrogen
- 12 attosegons: rècord d'interval de temps més curt mesurat a partir del 12 maig 2010[6]
- 24 attosegons: la Unitat atòmica del temps
- 67 attosegons: durada minima del pols làser més curt.[7]
- 100 attosegons: Vista més ràpid mai del moviment molecular.[8][9]
- 200 attosegons (aproximadament): la vida mitjana del beril·li-8, màxim temps disponible per al procés triple-alfa per a la síntesi de carboni i elements més pesants en les estrelles
- 320 attosegons: temps estimat que necessita un electró per transferir-se entre àtoms[10]

- (Temps més llarg: femtosegon)